# Sistem de scriere
Un sistem de scriere este un sistem de simboluri și reguli de combinare a acestora, folosit pentru a înregistra (scrie) pe un suport fizic enunțuri formulate într-o anumită limbă (numită astfel limbă scrisă), în așa fel încît cel care vede simbolurile scrise să le poată descifra (citi) fără ajutorul celui care le-a scris.
Spre deosebire de vorbire, care a apărut de timpuriu în toate comunitățile umane, scrisul s-a dezvoltat mult mai tîrziu și doar sporadic. Avantajul major al scrisului în raport cu comunicarea orală este acela de a permite înregistrarea și păstrarea informațiilor pe o perioadă de timp în general mare. Uneori intervalul dintre momentul scrierii și cel al citirii depășește cu mult durata vieții unui individ, permițînd astfel transmiterea informațiilor peste multe generații. Prin apariția tiparului și a internetului, scrisul oferă în plus și avantajul unui acces la informații pe distanțe foarte mari.
Unele sisteme de scriere vechi sunt încă nedescifrate și neînțelese, vezi exemple:
- Manuscrisul lui Voynich;
- Simbolurile Vinča;
- Lineara A;
- Scrierea Proto-Sinaitică;
- Rongorongo; …

## Cerințe generale
Orice sistem de scriere necesită existența următoarelor elemente:
- o limbă (de obicei o limbă vorbită) în care sînt exprimate enunțurile ce se doresc scrise;
- un set de simboluri, numite litere, caractere sau grafeme;
- un set de reguli, aceleași pentru o comunitate dată, prin care se dau anumite valori simbolurilor și care stabilesc modul de folosire a acestora;
- un suport fizic și un mod de înregistrare a simbolurilor, care permite ulterior recuperarea informației scrise.

## Istorie
Sistemele de scriere au precedat proto-scrierea, sistemele ideografice și/sau simbolurile mnemonice timpuri. Cele mai bune exemple cunoscute sunt:
- Scrierea africană de pe coji de ouă, mai vechi de 58.000 î. Hr.;
- Simbolurile Jiahu, cioplite pe carapace în Jiahu, mai vechi de 6.600 î. Hr.;
- Simbolurile Vinča (Tăblițele de la Tărtăria), mai vechi de 5.300 î. Hr.;
- Sigiliile timpuri de la Valea Indului, mai vechi de 3.500 î. Hr.;
- Scrierea Nsibidi, înainte de 500 d. Hr..

## Clasificare
Există mai multe tipuri de sisteme de scriere referitoare la limbi, diferențiate prin valoarea fonetică sau semantică a caracterelor individuale. Acestea pot reprezenta un fonem, o silabă sau un morfem. Clasificarea strictă este însă dificilă, întrucît adesea sistemele de scriere reprezintă o combinație de metode. Tipurile generale de scriere sînt sistematizate în tabelul de mai jos.
| Tip          | Ce reprezintă fiecare grafem                            | Exemple |
| ------------ | ------------------------------------------------------- | --- |
| Logografic   | un cuvânt sau o formulă                                 | Scrierea chinezească hanzi, …                                                                                       |
| Ideografic   | un concept/o idee                                       | |
| Silabic      | o silabă                                                | Scrierea japoneză kana, silabarul cherokee, …                                                                       |
| Alfabetic    | un fonem (consoană sau vocală)                          | Alfabetul latin, alfabetul chirilic, alfabetul grec, alfabetul georgian, alfabetul armenesc, …                      |
| Abugida      | un fonem (pereche formată dintr-o consoană și o vocală) | Scrierea indiană devanāgarī, alfabetul khmer, …                                                                     |
| Abjad        | o consoană                                              | Alfabetul arab (cel timpuriu), alfabetul fenician, alfabetul ugaritic, alfabetul ebraic (cel timpuriu), tifinagh, … |
| Subfonologic | un caracter fonemic                                     | Scrierea coreeană hangul, …                                                                                         |

### Scriere logografică
O logogramă este un grafem (simplu sau compus) care reprezintă un cuvânt sau o idee. Cele mai multe caractere chinezești sunt logograme.
La fel cum fiecare grafem reprezintă un cuvânt (sau un morfem), multe logograme sunt necease ca să fie scrise toate cuvintele dintr-o limbă. Vastitatea imensă de logograme și memorarea lor le dau majoritatea dezavantajelor, motiv pentru care silabarele, semi-silabarele & alfabetele sunt recomandate.

### Scriere silabică
În scrierea silabică fiecare caracter reprezintă o silabă, deci în general un grup de sunete. Acest sistem de scriere se practică numai în cazul limbilor în care numărul total de silabe posibile este mic, de exemplu limbile în care toate silabele se compun dintr-o vocală precedată în general de o singură consoană.
Scrierile silabice se folosesc de silabare. Spre deosebire de un abugida, un silabar adevărat tratează toate silabele ca fiind total distincte și nu marchează similaritatea din cadrul grupurilor de silabe cu aceeași consoană sau aceeași vocală. De exemplu silabele ma și mi se scriu cu simboluri din care nu se poate deduce că sunetul m este prezent în ambele silabe.

### Scriere alfabetică
Un alfabet este o mulțime redusă de simboluri, fiecare dintre ele reprezentînd un fonem.
În timp, este posibil ca limba vorbită să evolueze mai repede decît limba scrisă, caz în care literele alfabetului, în anumite limbi, să reprezinte foneme ale limbii într-un stadiu anterior al acesteia. O astfel de ortografie se numește „etimologică”, prin comparație cu ortografia inițială, fonologică.

#### Abjad
Un abjad este un sistem de scriere alfabetic, în care se notează însă numai consoanele, vocalele rămânându-i cititorului. Istoric, primele sisteme de scriere au fost abjaduri. Ele se folosesc și azi pentru scrierea limbilor semitice.

#### Abugida
Abugida este un sistem de scriere alfabetic în care fiecare caracter notează o consoană și o vocală principală. Atunci cînd într-un cuvânt consoana este urmată de o altă vocală, caracterul este modificat într-un mod sistematic. Diferența față de un sistem de scriere silabic este că acesta din urmă nu marchează similaritățile între silabele care încep cu aceeași consoană sau între cele care se termină în aceeași vocală.

### Scriere subfonologică
Atunci cînd simbolurile folosite pentru scriere marchează în mod sistematic caractere fonologice precum sonoritatea consoanelor sau locul lor de articulare, scrierea conține în mod implicit mai multă informație fonetică decît alfabetele obișnuite. Un astfel de sistem subfonologic este scrierea hangul a limbii coreene. În acest sistem se combină trei niveluri de reprezentare fonologică: fiecare caracter reprezintă o silabă, dar se compune din subcaractere care reprezintă cîte un fonem; acestea la rîndul lor sînt construite din elemente care notează o serie de procese fonetice.